# تعاطي المنشطات
تعاطي المنشطات-منشط الذكورة
يشارك خبراء الإدمان في الطب النفسي والكيمياء والصيدلة وعلم الطب الشرعي وعلم الأوبئة والشرطة والخدمات القانونية في تحليل دلفي فيما يتعلق بـ 20 من العقاقير الترويحية الشعبية. احتلت الستيرويدات الابتنائية المرتبة 19 في الاعتماد، و 9 في الأذى الجسدي، و 15 في الضرر الاجتماعي.
تشير الابحاث والبيانات إلى أن المنشطات تؤثر على أنظمة الناقل العصبي السيروتونين والدوبامين في الدماغ. في دراسة على الحيوانات، طورت الفئران الذكور مكان مقترن لحقن التستوستيرون في النواة المتكئة، وهو تأثير تم حظره من قبل مضادات الدوبامين، مما يشير إلى أن تعزيز الأندروجين يتوسطه الدماغ.  إضافة إلى ذلك، يبدو أن هرمون التستوستيرون يعمل من خلال نظام الدوبامين، وهو ركيزة شائعة لأدوية إساءة الاستخدام.ومع ذلك، الاندروجين لا يقارن بالكوكايين أو النيكوتين أو الهيروين عوضاً عن التستوستيرون الذي يماثل معززات خفيفة أخرى مثل الكافيين، بنزوديازبين.هرمون الاندروجين له القدرة على تحديد الإدمان إذا ما زال قائماً.
الستيرويدات البنائية ليست ذات تأثير نفسي ولا يمكن اكتشافها بواسطة أجهزة المنبهات مثل مقياس الحدقة مما يجعل من الصعب اكتشافها كمصدر للاختلالات العصبية والنفسية لدى بعض مستخدمي AAS.

## إمكانية اساءة الاستخدام
يختلف الدليل الإحصائي التشخيصي الرابع(DSM IV) والتصنيف الدولي للأمراض، المجلد 10 (ICD10)في الطريقة التي ينظرون بها إلى أن المنشطات الابتنائية - الذكورة (AAS) المحتملة لإنتاج الاعتماد.
يعتبر DSM IV AAS على أنه منتج محتمل للاعتماد. لكن ICD 10 تعتبرهم غير منتجين للاعتماد.الستيرويدات الابتنائية ليست إدمانية جسدية ولكن يمكن للمستخدمين تطوير اعتماد نفسي على النتيجة الجسدية.
الدليل الإحصائي التشخيصي
بالنسبة إلى DSM-IV ، تم العثور على تبعية الستيرويد المنشطة في قسم «الاضطرابات الأخرى ذات الصلة بالمواد» (والتي تشمل الاستنشاق، والمنشطات، والأدوية) ويمكن ترميزها، اعتمادًا على معايير التشخيص التي يتم استيفاؤها.

## التصنيف الدولي للأمراض
تتضمن معايير الاعتماد ICD – 10 خبرة ثلاثة على الأقل من العناصر التالية خلال العام الماضي:
•رغبة قوية في تناول المنشطات
•صعوبة التحكم في الاستخدام
•متلازمة الانسحاب عند تقليل الاستخدام
•دليل على التسامح
•إهمال المصالح الأخرى والاستخدام المستمر على الرغم من العواقب الضارة
ومع ذلك، تحتوي إدخالات فهرس ICD-10-CM التالية على مراجع خلفية لـ ICD-10-CM F55.3 
•إساءة
°هرمونات F55.5
°المنشطات F55.5
°دواء NEC (غير معتمد) F19.10
• هرمونات F55.5
•المنشطات F55.5
°مادة غير نفسية
•هرمونات F55.5
•المنشطات F55.5
يستمر ICD-10 في الإشارة إلى أنه «على الرغم من أنه من الواضح عادةً أن المريض لديه دافع قوي لتناول المادة، إلا أنه لا يوجد أي تطور في أعراض الاعتماد أو الانسحاب كما هو الحال في المواد ذات التأثير النفساني».”

## المعهد الوطني لتعاطي المخدرات
يقول المعهد الوطني لتعاطي المخدرات(NIDA) أنه «على الرغم من أن الستيرويدات الابتنائية لا تسبب نفس ارتفاع الأدوية الأخرى، إلا أن الستيرويدات تعزز ويمكن أن تؤدي إلى الإدمان. وقد أظهرت الدراسات أن الحيوانات ستدير المنشطات ذاتيًا عند إعطائها الفرصة، تمامًا كما يفعلون مع أدوية الإدمان الأخرى. قد يصر الناس على تعاطي المنشطات على الرغم من المشاكل الجسدية والآثار السلبية على العلاقات الاجتماعية، مما يعكس إمكانات الإدمان على هذه الأدوية. كما أن متعاطي المنشطات يقضون عادةً قدرًا كبيرًا من الوقت والمال في الحصول على الدواء؛ إشارة أخرى يمكن أن يعاني الأفراد الذين يسيئون استخدام المنشطات من أعراض الانسحاب عندما يتوقفون عن تناولها، بما في ذلك تقلبات المزاج، والتعب، والأرق، وفقدان الشهية، والأرق، وانخفاض الدافع الجنسي، والرغبة الجنسية الستيرويدية، والتي قد تساهم جميعها في استمرار الإساءة. أخطر أعراض الانسحاب هي الاكتئاب. عندما يستمر الاكتئاب، يمكن أن يؤدي في بعض الأحيان إلى أفكار انتحارية كما وجد أن بعض متعاطي الستيرويد يتحولون إلى أدوية أخرى مثل المواد الأفيونية لمواجهة الآثار السلبية للستيرويدات.»

## الأسباب والعلاج
غالبًا ما يكون لدى متعاطي الستيرويد المنشطة الذكورية خلفية اجتماعية مضطربة.